# تشاسلاوسکو
تشاسلاوسکو (به چکی: Čáslavsko) یک منطقهٔ مسکونی در جمهوری چک است که در ناحیه پلهریموو واقع شده‌است. تشاسلاوسکو ۹٫۵۶ کیلومتر مربع مساحت و ۱۱۴ نفر جمعیت دارد و ۵۷۸ متر بالاتر از سطح دریا واقع شده‌است.